# Basadingen-Schlattingen
Basadingen-Schlattingen ist seit dem 1. Januar 1999 eine politische Gemeinde im Bezirk Frauenfeld des Kantons Thurgau in der Schweiz. Sie entstand im Zuge der Gemeindereorganisation des Kantons Thurgau aus den beiden ehemaligen Ortsgemeinden Basadingen und Schlattingen.

## Geographie und Verkehr
Basadingen-Schlattingen liegt in der Region Diessenhofen im Norden des Kantons Thurgau und gehört zum Bezirk Frauenfeld. Schlattingen hat einen Bahnhof an der Bahnlinie Schaffhausen–Kreuzlingen, Basadingen wird von der Postautolinie Diessenhofen–Frauenfeld erschlossen.
→ siehe auch Abschnitt Geographie im Artikel Basadingen

→ siehe auch Abschnitt Geographie im Artikel Schlattingen

## Geschichte
Basadingen wird erstmals im Jahre 761 als Pasnandinga urkundlich erwähnt.
Schlattingen erscheint 897 als Siedlung mit fester Gemarkung mit dem Namen Slattingarro.
→ siehe auch Abschnitt Geschichte im Artikel Basadingen

→ siehe auch Abschnitt Geschichte im Artikel Schlattingen

## Bevölkerung
| Hier fehlt eine Grafik, die leoder im Moment aus technischen Gründen nicht angezeigt werden kann. Wir arbeiten daran! |

|                           | 1850 | 1900 | 1950 | 1980 | 1990 | 2000 | 2010 | 2018 | 2023 |
| ------------------------- | ---- | ---- | ---- | ---- | ---- | ---- | ---- | ---- | ---- |
| Politische Gemeinde       |      |      |      |      |      | 1527 | 1694 | 1833 | 1832 |
| Ortsgemeinde Basadingen   | 763  | 662  | 792  | 681  | 821  |      |      |      |      |
| Ortsgemeinde Schlattingen | 488  | 333  | 406  | 429  | 512  |      |      |      |      |

Von den insgesamt 1832 Einwohnern der Gemeinde Basadingen-Schlattingen am 31. Dezember 2023 waren 305 bzw. 16,6 % ausländische Staatsbürger. 669 (36,5 %) waren evangelisch-reformiert und 374 (20,4 %) römisch-katholisch. Die Ortschaft Basadingen zählte zu diesem Zeitpunkt 1070 Bewohner, Schlattingen 762.

## Gemeindeorganisation
Stand Juli 2024: Der Gemeindepräsident heisst Markus Bürgi. Die weiteren vier Gemeinderäte sind: André Eggspühler (Schule, Kirche, Sicherheit), Patrik Eicher (Flurwesen), Andreas Quinz (Energieversorgung und Kultur) und Hans Rudolf Stör (Finanzen, Vizepräsident). Die Gemeinderäte werden alle 4 Jahre neugewählt.

## Wappen

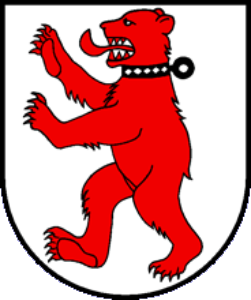
Basadingen

Schlattingen

Einheitsgemeinde

Blasonierung: Schräg geteilt von Schwarz mit schreitendem weissem, gelbbewehrtem und gezungtem Löwen und von Weiss mit aufrecht schreitendem rotem Bär mit schwarzem Halsband, über allem blau gewellter Schrägbalken, mit weissem Faden vom schwarzen Feld getrennt.
Die 1999 gegründete Gemeinde verzichtete zunächst auf ein Wappen.
Als der Thurgauer Regierungsrat die Gemeinden zur Einreichung eines Wappens aufforderte, entschied sich die Bevölkerung 2012 für eine Kombination der beiden Wappen der ehemaligen Ortsgemeinden Basadingen (Bär) und Schlattingen (Löwe). Der blau gewellte Schrägbalken symbolisiert den Geisslibach.

## Wirtschaft
Im Jahr 2016 bot Basadingen-Schlattingen 593 Personen Arbeit (umgerechnet auf Vollzeitstellen). Davon waren 41,1 % in der Land- und Forstwirtschaft, 37,3 % in Industrie, Gewerbe und Bau sowie 21,6 % im Dienstleistungssektor tätig.

## Sehenswürdigkeiten
→ siehe auch Artikel Liste der Kulturgüter in Basadingen-Schlattingen

→ siehe auch Abschnitt Ortsbild im Artikel Basadingen

→ siehe auch Abschnitt Sehenswürdigkeiten im Artikel Schlattingen

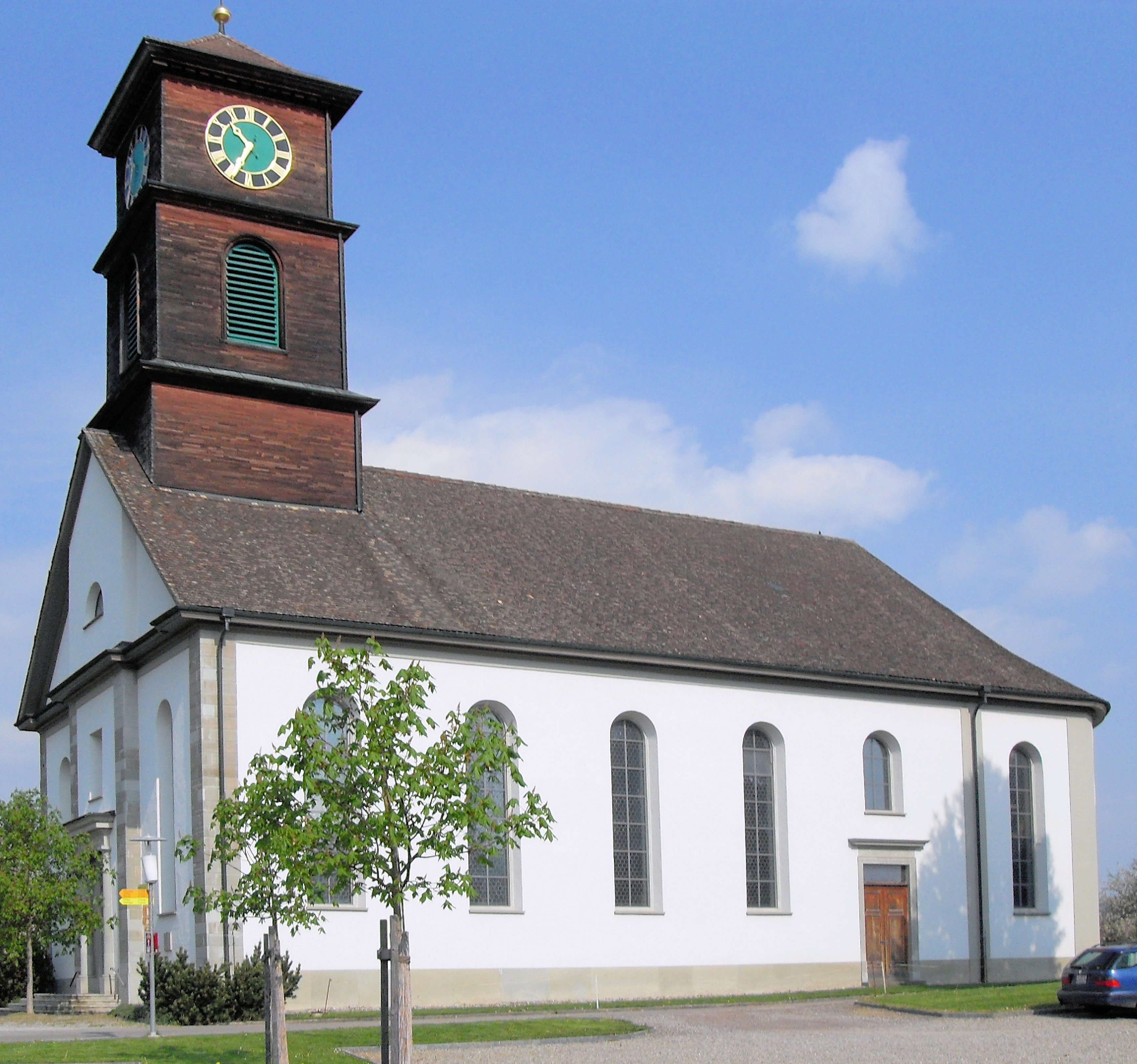
Basadingen, Paritätische Kirche St. Martin
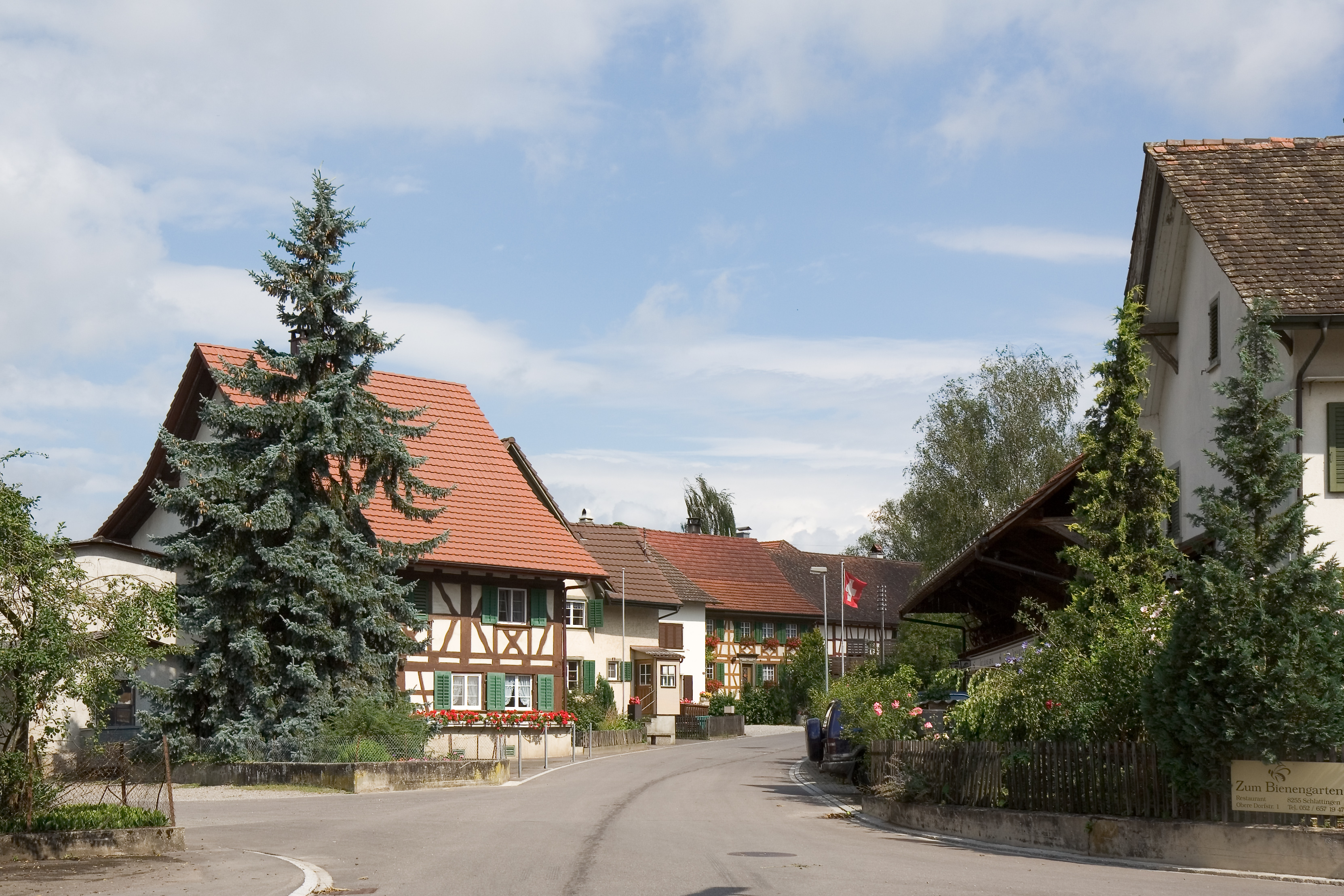
Schlattingen
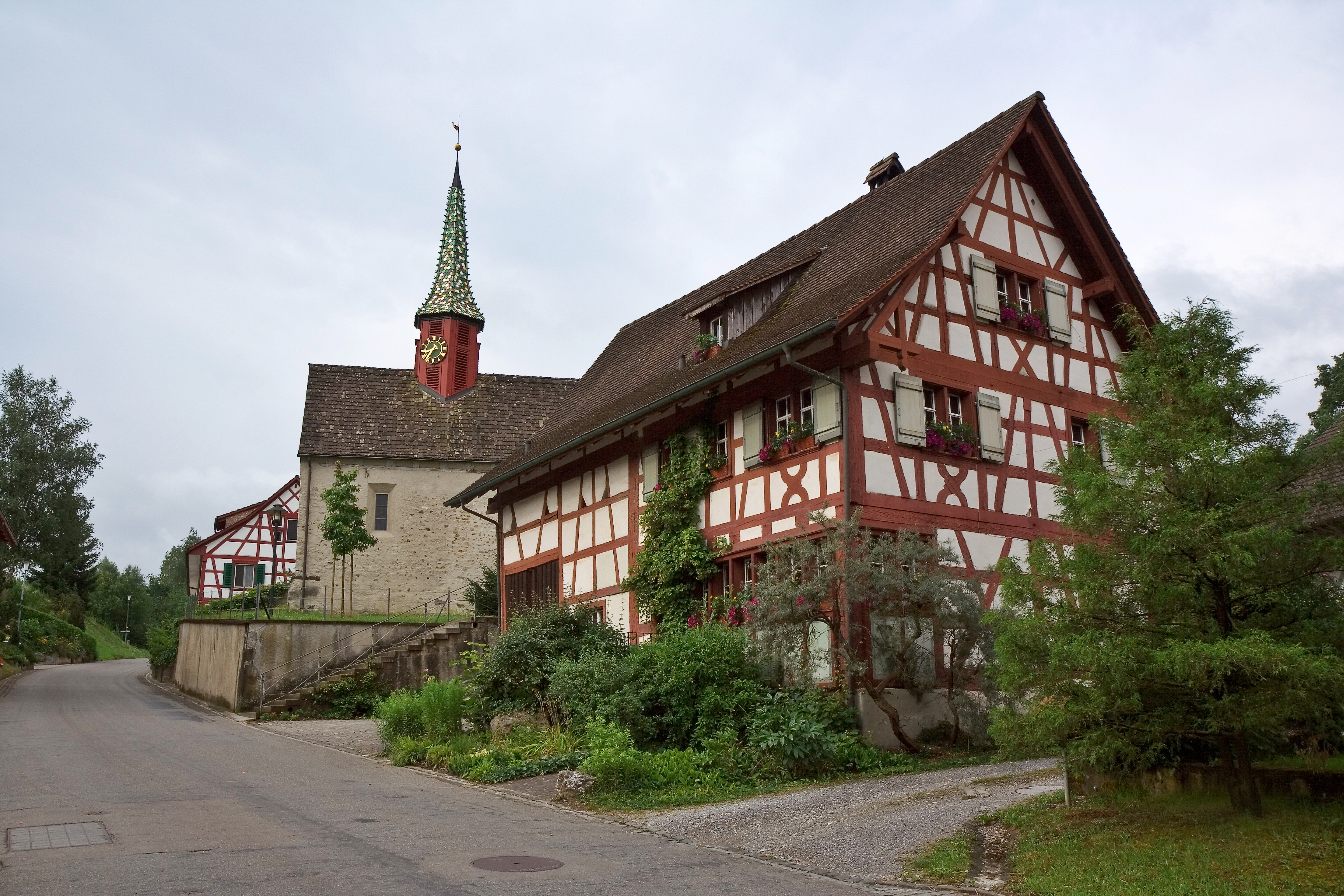
Schlattingen, Kirche St. Georg

## Persönlichkeiten
- Johann Caspar Häfeli (1754–1811), Schweizer katholischer Theologe und Lehrer (hier geboren)[15]